# 鸡
雞，是原鸡属原鸡中被人類驯化後而成的亚种，家雞最初被馴化成为家禽的目的是提供廉價優質的動物蛋白質食物來源，是家畜及家禽中數量最多，分布也最廣的。雞肉和雞蛋都可以提供給人類做為食物來源。据统计，鸡的總數于2023年超過270億隻，其生物量高于所有野生鸟类的总和。雞已喪失了大部分的飛行能力，但還留有極少的飛行能力，只能飛一小段，和大部份雉科鳥類一樣不善飛行。人類在馴養雞的過程中，出於獲取足夠糧食、肉類和優質蛋白質來源的需要，對其族群進行了人擇育種，導致雞被養成超重，不成比例的肥大，飛行能力才會比其他野生雉科鳥類還要差。

## 起源

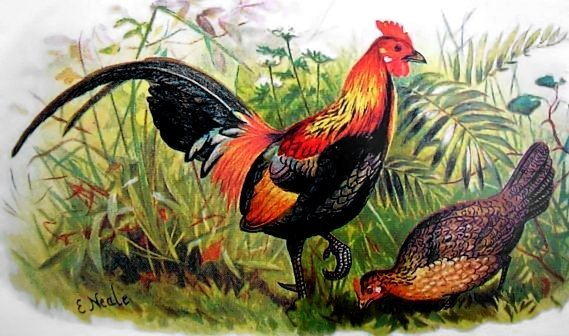
原雞

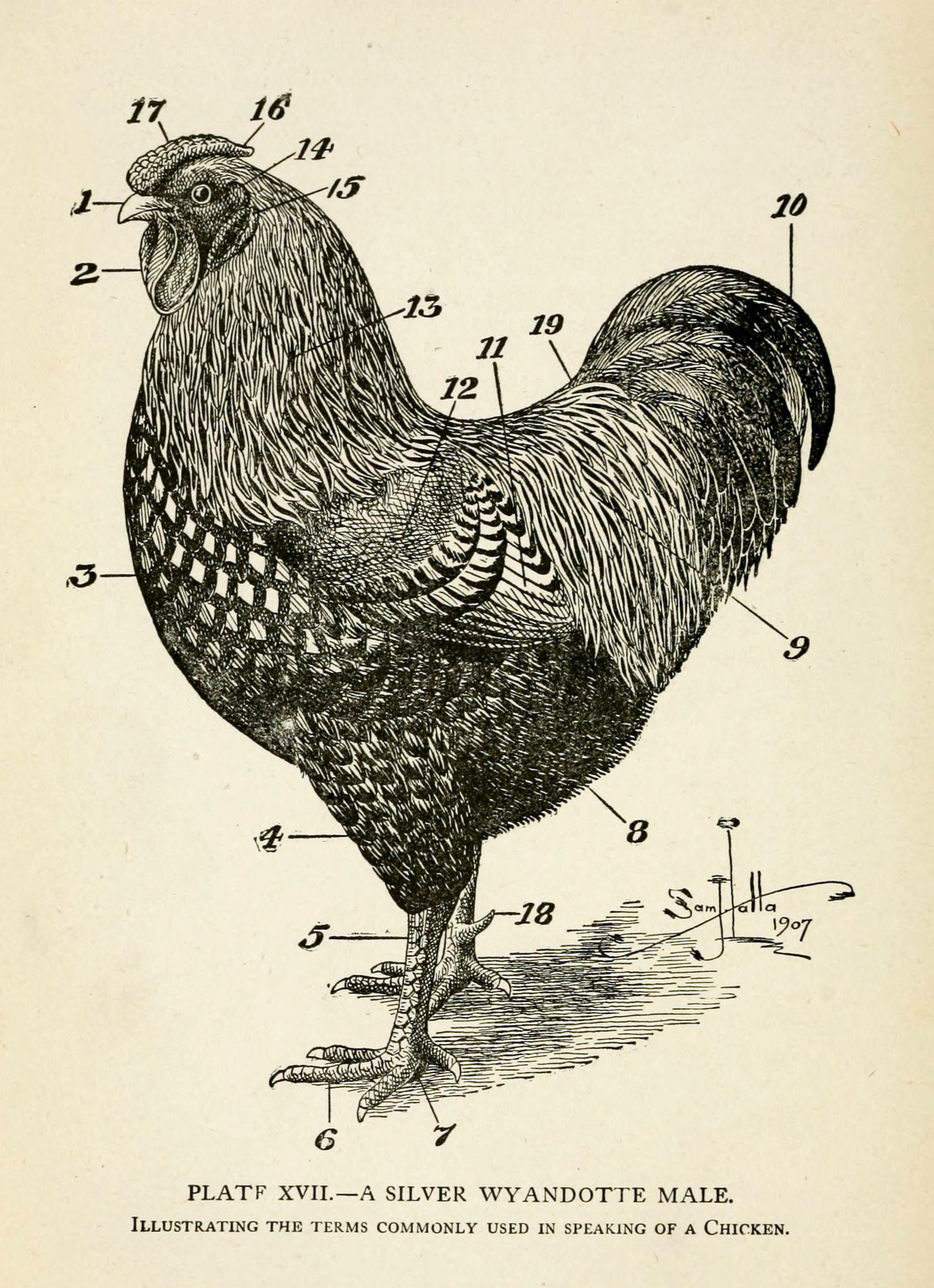
雞的解剖圖

家鸡的祖先普遍认为是红原鸡(G. gallus)，最有可能是由滇南原鸡(G. g. spadiceus)驯化而来。此外，灰原鸡也做出了遗传贡献，这可能是家鸡驯化之后人为导致的种间交流所致。
考古学上最古老的家鸡化石出土于距今4,500年前印度河流域的摩亨佐-达罗遗址，还发现了斗鸡的陶俑和印章；中国最早的家鸡化石出现在距今3,300年的河南殷墟，伴随出土的甲骨文中有“鸡”字出现。
基于线粒体和核基因组的研究多支持多地起源的观点，认为红原鸡在南亚、中国西南地区和东南亚发生了多次独立驯化。但也有研究认为中国西南、泰国、缅甸的原鸡滇南亚种更有可能是现代家鸡的驯化祖先，家鸡扩散到南亚和东南亚时与当地的其他野生亚种发生了基因交流。
中国北方在新石器时代是否独立驯化出了家鸡一直存在争议。2014年一个研究团队对中国河北省南庄头遗址、磁山遗址、山东省王因遗址与湖北省九连墩遗址出土的鸡骨进行基因测序后认为，家鸡在中国北部、南亚与东南亚多地独立驯化。但之后被多名学者质疑出土的“鸡骨”种属分类不清晰甚至把雉误作家鸡；而且当时的气候并不适宜红原鸡的生存。

## 特徵
雞的性別決定系統為ZW性別決定系統。一般來說，典型家雞的毛色都是棕色。當中雄性毛色偏向于有光泽的深红色，且尾部的羽毛颜色一般呈深綠色、深藍色等較为鮮艷的顏色，同时这些尾部的羽毛較長并呈下垂状；母雞的體色則較單調，羽毛沒有光澤，尾部羽毛較短，沒有雄雞的鮮艷羽毛。在體形上，雄雞比母雞稍大，而母雞在整體上較雄雞稍胖。
鸡的奔跑能力很强，但由於翅膀較一般鳥類短小，故飛行能力較為薄弱，僅能短暫且低空飛行。成年後的雞頭上至下喙都長有火焰形狀的肉冠，當中雄雞的肉冠較大颜色较紅，母雞则肉冠較小颜色較淡。剛出生的幼鸡呈純黃色，或帶有深楬色、灰色斑紋的絨毛。長大後會慢慢長出羽毛取代絨毛。

## 品種
根據中國國家家畜禽資源管理委員會調查，中國現有家雞品種96個，地方雞品種81個，列入中國家級品種保護名錄的家雞有11個。家雞主要的標準品種有蛋用型的白來航雞、力康雞、新漢夏雞；肉用型的白洛克雞、白科尼什雞；蛋肉兼用型的洛島紅雞、橫斑白洛克雞以及源自中國的狼山雞和絲羽烏骨雞等。

## 鸡蛋

### 形成
母雞正常18週齡時开始產蛋，結束的時間需視其健康狀況。母雞由於日照與營養影響，只要一開始產卵，即會天天排卵、生蛋，即使不交配仍會產卵。但這些雞蛋沒有經過受精，細胞無法分裂，因此無法孵出幼雞。通常人们日常用于食用的雞蛋都是孵不出幼雞的未受精蛋。
自然界中大部分的公鳥，會誘使母鳥交配。雞的交配有兩種，一種是自然交配，一種是人工受精：
- 自然交配：公雞對母雞進行華爾兹求偶舞使母雞蹲伏後，攀上母雞背後，然後伸出生殖突起迅速對洩殖腔射精。某些育種過度的品系会因為跳的求偶舞不完全或是完全不跳就強行交配，母雞不會蹲伏，因此造成母雞受伤。
- 人工受精：训练公鸡採精，再將採得精液稀釋過，通常授精前還會顯微鏡鏡檢，而後以實驗吸管吸起，將精液輸入母雞洩殖腔即完成。

受精蛋可用于孵化小雞，但未受精蛋亦可烹熟食用，是人类动物蛋白质的廉价来源。雞蛋常使用在菜肴中，有許多不同的烹調方式，如蒸蛋、炒蛋、荷包蛋（煎蛋）、滷蛋、水煮蛋、茶葉蛋等。雞蛋也可以按蛋黃和蛋白分开单独烹调，蛋黃是雞蛋中央的黃色液體，蛋白是雞蛋中的無色液體，这种蛋黄和蛋白单独烹调的方式常用在糕餅中。

### 孵化

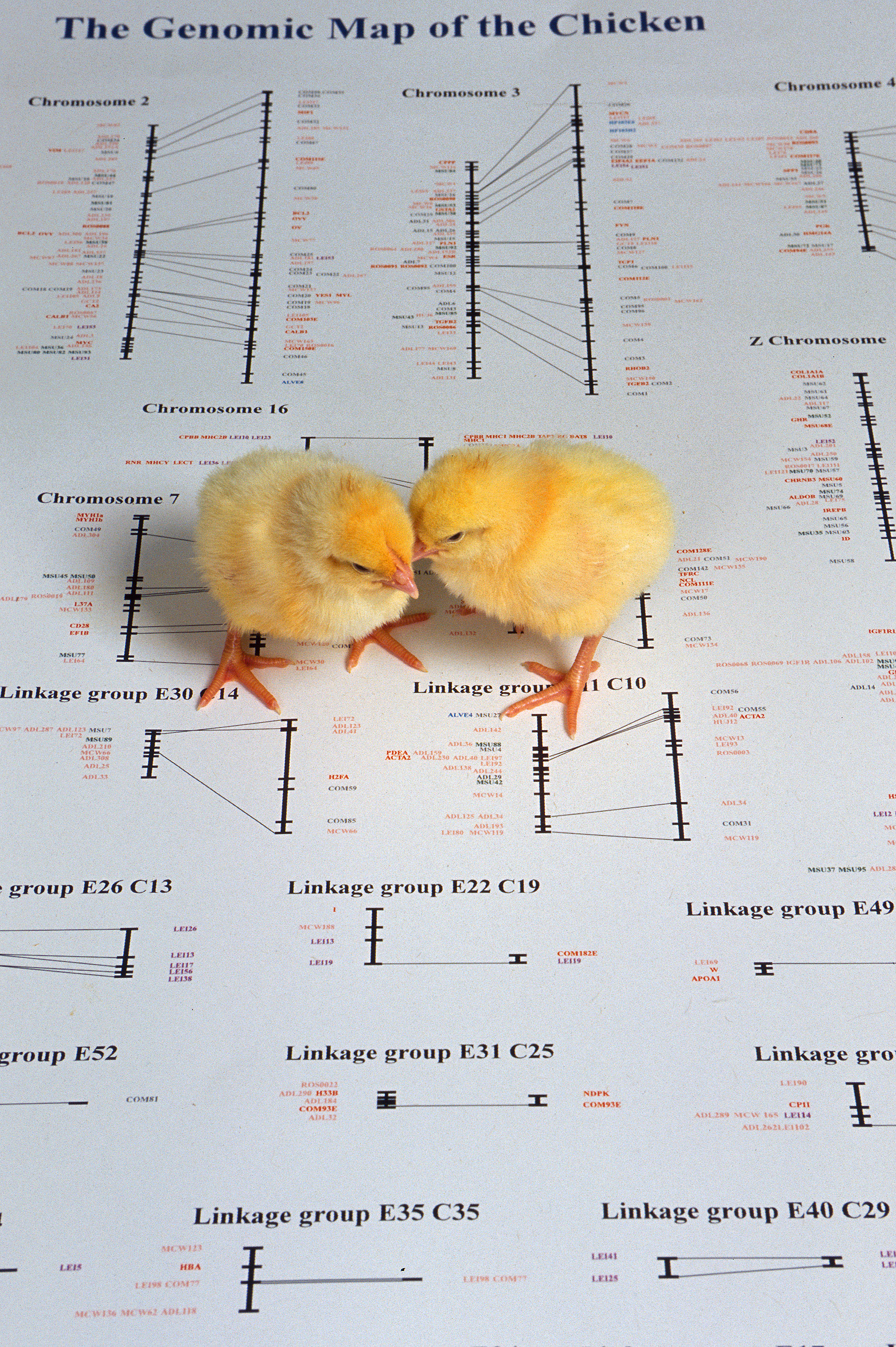
鸡的染色体组序列

传统上鸡蛋常采用母鸡孵化，现在则多采用人工保温的方法孵化。
鸡的孵化期一般为21天，在孵化期内需要控制好孵蛋的溫度和溼度才會孵蛋成功。母鸡不但孵化自己所产的鸡蛋，也孵化别的鸡所产的鸡蛋，甚至可以孵化鸭卵。由于鸭的生活习性不适合孵卵，所以这是鸭蛋人工孵化之外的主要方法。
人工孵化雞蛋时要将鸡蛋放在高溫的環境里。如果環境溫度不夠（攝氏37.7度左右），可以使用電燈泡來保溫。使用電燈泡保温时需要全天开启电灯泡，在孵化后仍需使用电灯泡保温至三周大。如果不满足环境温度条件会导致孵蛋失败，孵化成功的幼雞也很有可能會死亡。如果使用孵蛋器的話，可先将温度設定至39度左右，大約第18天后再將溫度調到36.7~37.2℃。

## 文化传承

### 傳說
中国古代神話中還有雞是重明鳥變形的說法。據說堯帝時，遠方的友邦进贡了一種能辟邪的鳥，名为重明鸟。大家都歡迎重明鳥的到來，可是貢使不是年年都來，所以人們就用木头制作的重明鳥，或用銅鑄重明鳥放在門戶，或者在門窗上畫重明鳥，意嚇退妖魔鬼怪，使之不敢再來。因重明鳥模樣類似雞，以後就逐步改為畫雞或剪窗花貼在門窗上，这成為了後世剪紙藝術的源頭。中國古代特別重視雞，稱它為“五德之禽”，并把新年首日定為雞日。中国民间更将鸡视为吉祥物，可以避邪还能吃掉各种毒虫，为民除害。
《韓詩外傳》中写道：“雞有五德：頭戴冠者文也，足搏距者武也，敵在前敢鬥者勇也，見食相呼者仁也，守夜不失時者信也。”

### 习俗
古代春節时人们会在門窗上畫雞。晉朝人郭璞著的《玄中記》裏講度朔山上有只天雞，每天當太陽剛剛升起，第一道陽光照到天鸡所在的大樹上時，天雞就啼鳴了。牠一啼，天下的雞就跟著叫起來了。春節所剪的雞其实就象征著天雞。
漢人東方朔的《占書》上說：“歲正月一日占雞，二日占狗，三日占豬，四日占羊，五日占牛，六日占馬，七日占人。”六畜日排在前，初七才是人日，為什麼会这样排呢？有本叫做《農家雜事》的通俗書上有两種說法：一種說法是按人類馴六畜的次序排，雞最先馴養成家禽，狗次之，其他依此類推。另一種說法是按牲畜的大小排，小的排在前面，所以雞排在第一，其他依次排後。

### 中國生肖

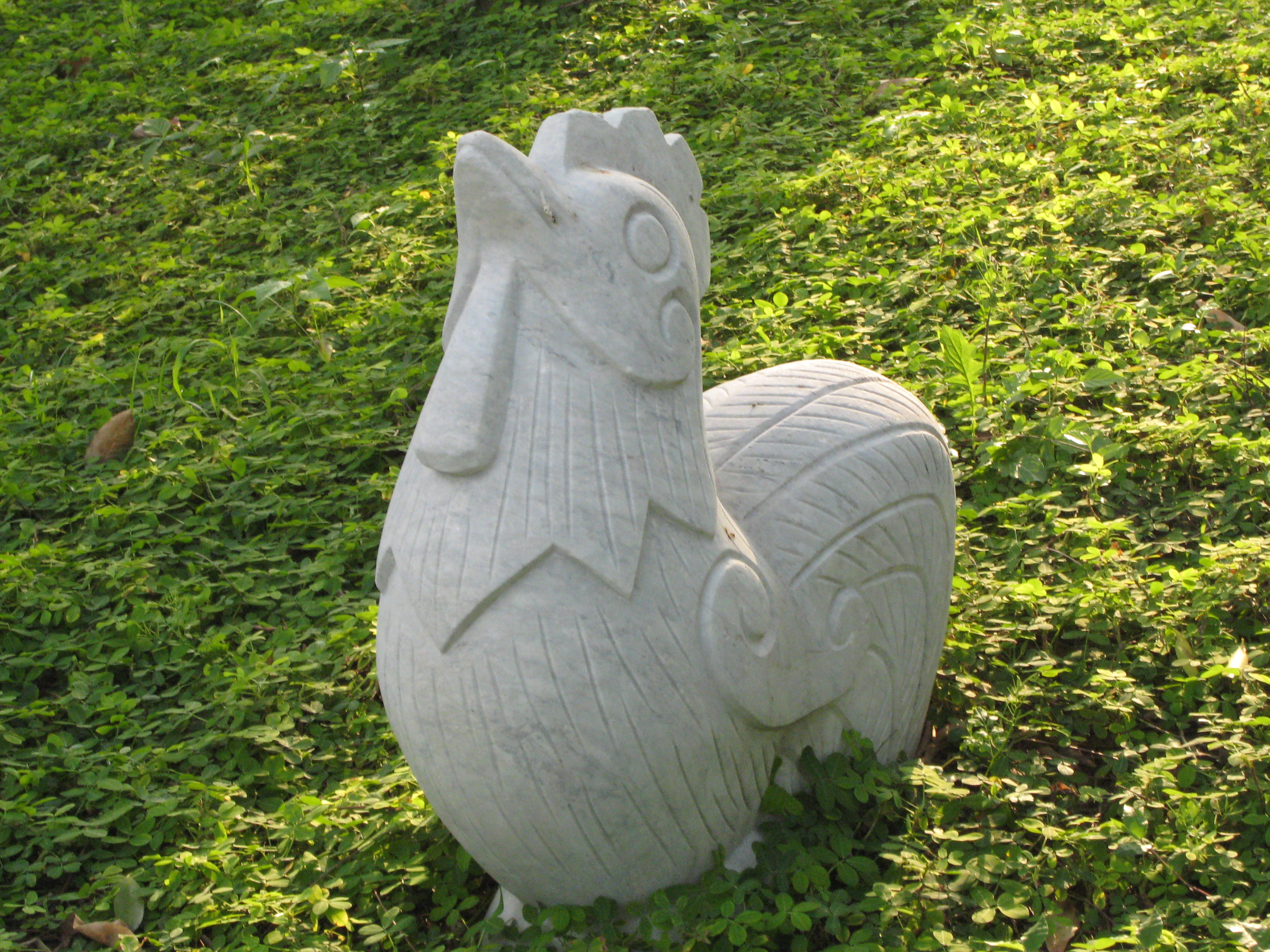
香港九龍寨城公園十二生肖像之鸡

鸡在中国传统的十二生肖中排名第十位，對應的地支是酉。

### 鬥雞

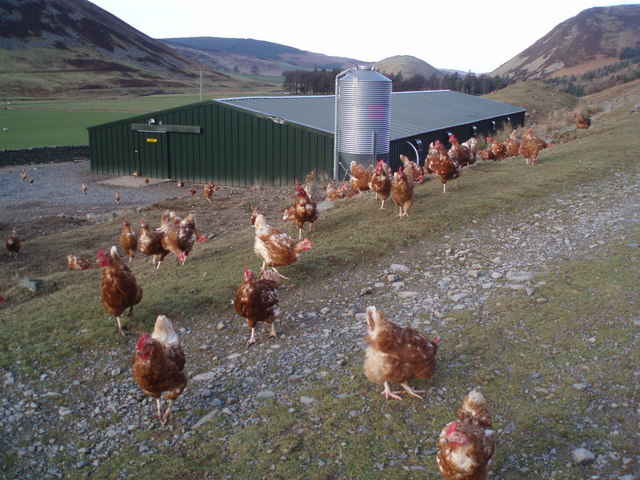
商业化的土鸡在室外养殖场

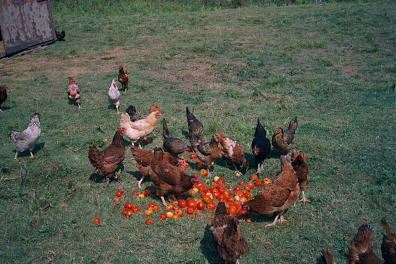
一小群各个品种的土鸡在室外被喂食

鬥雞流行于菲律賓、泰國等東南亞地區，有鬥雞的養家專門培訓。出賽時，兩隻鬥雞會被挑釁，以致雞毛豎立，眼睛亦集中到敵雞身上，形成神情呆滞的「鬥雞眼」。當養家放手，兩隻鬥雞開始激鬥，直至其中一隻不敵倒地為止。
鬥雞除了是一項賭博活動外，也是某些地區的民俗活動。由於雞隻互鬥時皆跳起來靠雙爪攻擊對方，較嗜血的飼主們會在公雞的距（第五爪）綁上鋒利的尖刀增加血腥度與刺激感。尖刀鬥雞则是看哪邊先失血過多倒地不起，至死方休。

### 語言中的雞

#### 中文成語或諺語
- 中文中有许多与鸡有关的成语和谚语，如成语有“闻鸡起舞”、“殺雞儆猴”、“杀鸡取卵”、“借鸡生蛋”，谚语有“鸡肥不下蛋”、“一人得道鸡犬升天”、“偷鸡不成蚀把米”等。台語有「歪嘴鸡啄到米」一詞，其意即歪打正着也。

#### 俗語
- 英语俚语中，鸡有膽小鬼的意思。例如電影《回到未來》中，男主角被他另一對手稱為「Chicken」（小雞），引申意为「膽小鬼」或懦夫。也指為年輕女性。
- 某些羅曼語族语言的俚语中，鸡有做不好某项事情的人的意思，用中国汉语北方话说是「窝囊废」。例如每一届世界杯足球赛后，得不到冠军的巴西队则会被媒体讥稱為「Galos」、「Gallus」即「Chickens」（小雞群）。
- 在中国北部部分方言中，称畏缩不前为「草鸡」，一般用作谓语形容词，形容某人在某个特定情况下的状态。
- 廣東話中，「叫雞」通常是指「召妓」，據知名學者鄭寶鴻於電視廣播有限公司的粵講粵㜺鬼（第4輯第6集）節目介紹，叫鷄源自於香港塘西風月時期，當時要召妓叫一位紅牌需要一張花箋，價值一元港幣。而這張花箋就叫做Kai，由於人們讀音不標準，誤將kai讀成鷄，自此就流傳開去，而叫kai漸漸就等同於叫鷄，亦等同於召妓，其後再傳去其他廣東話地區。
- 在香港，「小學雞」是小學生及沒有學歷者的貶稱，後來更引申為一切行為及思想幼稚、心智未成熟、經常撩事鬥非和到處生事的人的貶稱。一些人也因為網路聊天程式SimSimi的吉祥物的外型酷似小雞之故而將SimSimi給稱作「小學雞」。
- 在台灣，一些人為了避免直接罵出被視為髒話的「膣屄」（臺羅：tsi-bai，發音近似普通话的「機掰」）之故，而取諧音，用「雞排」一詞代替「機掰」，並因此衍生出「超營養雞排」（和「肏你娘機掰」諧音）和「更營養雞排」（和「幹你娘機掰」諧音）等形式的「扭曲髒話」。
- 「小雞雞」一詞在中文俗語中常指男性生殖器。

### 哲学中提到的鸡
先有鸡还是先有蛋这个问题被哲学家们探讨了上千年，这也使得这个“鸡与蛋”的问题举世闻名。古代的哲學家們往往會在他們的哲學著作中提到這個困境問題。古希臘哲學家亞里斯多德就對先有雞還是先有蛋這個問題感到困惑，他最終得出結論認為無論是雞還是蛋，這兩者都必然是一直互相存在著的，沒有誰先誰後的問題。但之后通过超高解析度同步辐射3D无损成像技术，重构出距今6.1億年前的“笼脊球”化石标本的立体结构，揭示了先有蛋才有鸡。

### 法國國鳥
雞，特別是雄雞，在法國人的眼中有著「誠實」與「希望」的象徵。自十六世紀以來，很多法國人也視公雞為法國的象徵，鸡的形象並出現於當時的錢幣與國王版畫上。法國人視公雞為法國象徵，源於古羅馬帝國時代，法國被稱為高盧（Gallia），高盧人叫Gallus，而Gallus在拉丁語另一意思是雄雞，所以被稱為高盧雄雞。一直到了1830年，奧爾良公爵（Le duc d'Orléans）下令在皇家侍衛的旗幟與服飾的鈕扣上要有公雞的圖案，公雞才重獲法國人的青睞，並出現在法國第二共和時期（1848－1852）的國璽及1899年時所發行的20法郎錢幣上。
時至今天，法國國家足球隊的隊徽及著名的法國服裝品牌「Le Coq Sportif」仍是以一只雄赳赳的公雞作為標誌，1998年的法國世界杯足球賽吉祥物也是一隻名為Footix的公雞。

## 經濟用途

### 飼養
雞是可以自然養育的動物，主要以昆蟲、蠕蟲及各种五穀雜糧等為食；人工飼養的雞，大多是餵食雞飼料為主。
剛出生的小雞跟其他大部份雀鳥的幼鸟不同，牠們出生後不久便有奔走的能力，可以跟隨母雞外出自行覓食。由於小雞自衛及禦寒能力低，極需要依賴母雞的體溫保暖，导致牠們不能離開母雞太遠，但也不像大部份幼鳥一般留在巢中等待母鳥餵飼。幼鳥主要吃地上的昆蟲、蠕蟲或種子；長大後的雞可捕食蜈蚣、蜥蜴、蚯蚓，甚至細小的老鼠、細蛇等較大的獵物。

### 雞肉
雞肉裡的雞胸肉屬於白肉，因為價格低廉，是世界各地常見的食品，也有許多不同料理的方式。常見的雞肉中式菜餚有栗子炆雞、咖喱雞、手撕雞、白切雞、醬油雞（豉油雞）、鹽焗雞、鹽水雞、滷水雞、燒雞、炸雞、炸子雞、小雞燉蘑菇、清雞湯、麻油雞、貴妃雞、鹽酥雞、茶香雞、左宗棠雞、三杯雞、海南雞飯、串燒雞、紙包雞、乞兒雞、親子飯（即滑蛋雞肉飯）、香菇雞湯、燒酒雞、梅仔雞、焗雞和雞肉飯
大中华地区之外的雞肉菜餚则有烤雞、炸雞、水牛城辣雞翅、印度烤雞、雞塊等。炸雞也是快餐常見的餐點項目之一。

### 鸡蛋
在2000年時，世界上生產了五千萬噸的雞蛋，在2002年生產了五千三百萬噸的食用雞蛋。

## 延伸阅读
[在维基数据编辑]
 《欽定古今圖書集成·博物彙編·禽蟲典·雞部》，出自陈梦雷《古今圖書集成》
- 薄吾成．中國家畜起源論文集．陝兩暢陵：人則出版社，1993．45-61
- 陳寬維，章明．張學餘等．我閏家禽遺傳多樣性特點與保護中國禽業導刊．2002．19 (23)：12-14．
- 陳育新．我國的雞品種．大自然，1993．(1)：6-7．
- 傅衍，牛冬．羅靜等．中國家雞的起源探討．遺傳學報．2001．28 (5)：411-417．
- 楊寧．現代養雞生產．北京：北京農業大學出版社，1995
- 鄭作新．鳥綱(第4卷：雞形目)，中國動物志，1978
- 中國家禽品種志編寫組．中國家禽品種志，上海：上海科學技術 出版社，1989

## 外部連結
- 《大英百科全书》中的条目：鸡（英文）
- Video: Chick hatching from egg
- 中華民國養雞協會（页面存档备份，存于）